# 오야촌 (시마네현)
오야촌(大屋村)은 일본 시마네현 니마군에 설치되었던 촌이다. 현재의 오다시의 일부에 해당한다.